# Aligot emmantellat
L'aligot emmantellat (Pseudastur polionotus) és una espècie d'ocell de la família dels accipítrids (Accipitridae). Habita els boscos de les terres baixes del sud-est d'Amèrica del Sud a l'est i sud-est del Brasil, est del Paraguai i nord-est de l'Argentina. El seu estat de conservació es considera gairebé amenaçat.